# Sint-Vincentiuscollege (Eeklo)

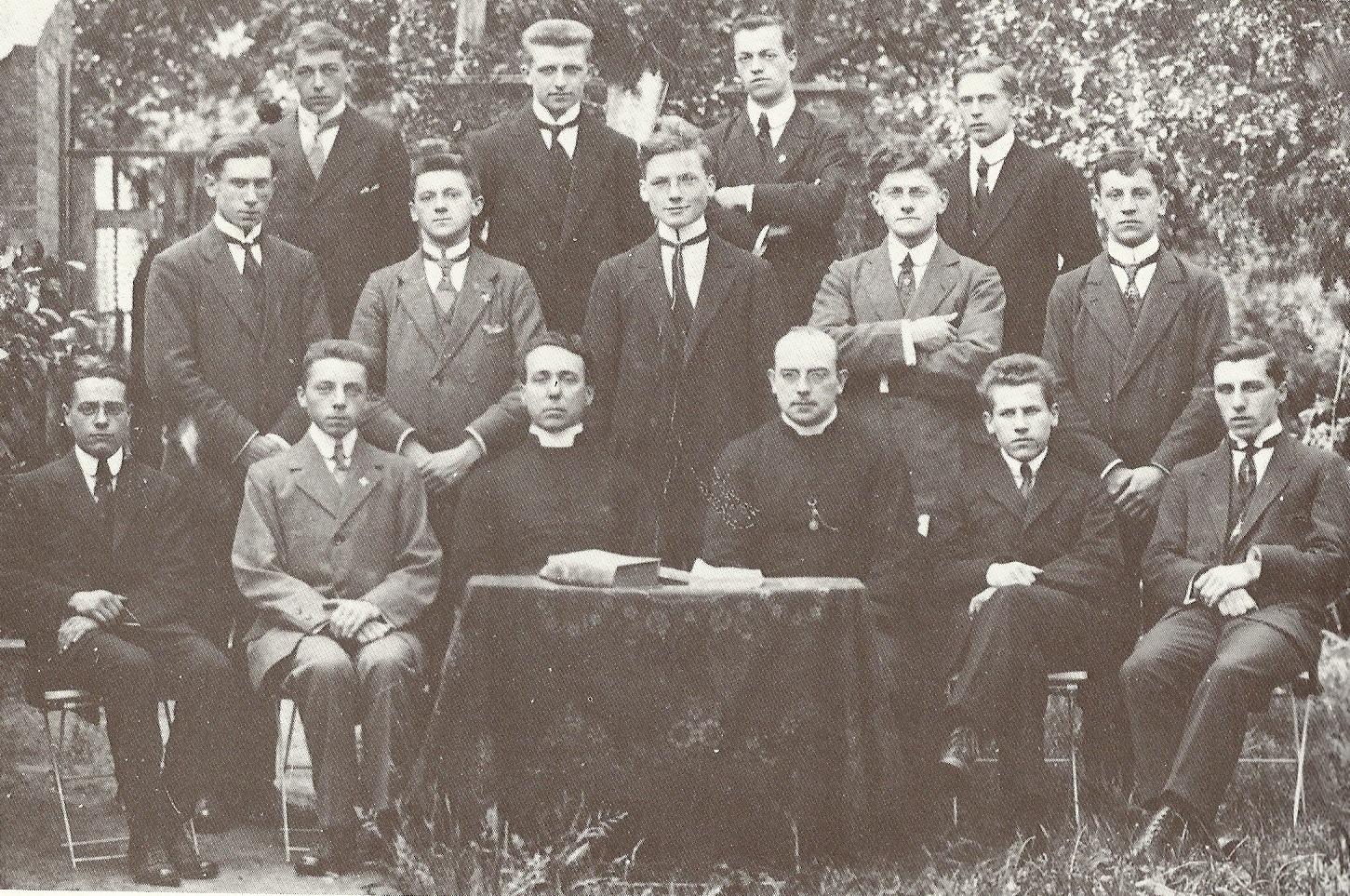
De retorica van het schooljaar 1920-1921. Tweede van links (zittend) is de later hulpbisschop van Gent mgr. Leo De Kesel (1903-2001). Rechts van hem superior De Vildere.

Het Sint-Vincentiuscollege was in de twintigste eeuw een bekende katholieke school in Eeklo. Men verstrekte er middelbaar, en later ook lager, onderwijs aan jongens.

## Geschiedenis
In 1840 werd op aandringen van het stadsbestuur van Eeklo, door het bisdom een college opgericht onder de naam “College van O.-L.-Vrouw van Bijstand”, het werd bestuurd door de Priesters van de Congregatie van O.-L.-Vrouw.
In 1860 werd de naam “Bisschoppelijk College Sint-Vincentius” en werd vanaf nu echt geleid door seculiere priesters. Waardoor de school niet meer aan een congregatie gebonden was.
Typisch was eind negentiende en begin twintigste eeuw, de landbouwschool, waar de leerlingen van de laatste klassen van het gewone dagonderwijs, landbouwonderwijs konden volgen.
Tot in de jaren 1950 werd de nadruk op klassieke humaniora gelegd. Nadien kwam ook de moderne humaniora met de wetenschappelijke en later ook de economische afdeling tot stand.
Vanaf 1954 was er ook een lagere afdeling. Het Sint-Vincentiuscollege had een eigen tijdschrift dat onder de naam "Eikels worden Bomen" verscheen.

## Vestigingen
In de jaren 60 kwamen er afdelingen moderne humaniora in Maldegem (1962) en in Zomergem (1964). Telkens betrof het de 6de, 5de en 4de moderne voor jongens van 12 tot 15 jaar. Voor het hoger middelbaar diende men naar Eeklo te gaan. Zowel in Zomergem als Maldegem gingen die afdelingen decennia later op in een plaatselijke fusie, als gevolg van de invoering van het gemengd onderwijs. In Zomergem was dat samen met het Sint-Lutgardisinstituut, tot dan een meisjesschool. In Maldegem fuseerde (1989) het college met het Instituut Zusters Maricolen.

## Bekende leerlingen
- Wilfried Martens, oud premier van België, hij was voor zijn politieke carrière, ook nog even leraar aan het college.
- Jozef De Kesel, aartsbisschop van Mechelen-Brussel
- Lode Aerts, bisschop van Brugge
- Leo De Kesel, gewezen hulpbisschop van Gent
- Honoré-Jozef Coppieters, gewezen bisschop van Gent
- Basiel De Craene, Vlaams priester-dichter
- Flor Grammens, gewezen Vlaams Politicus en taalactivist
- Victor de Lille, gewezen Vlaams journalist, schrijver, politicus, drukker en uitgever.
- Professor Dr. Antoon Van den Braembussche, kunstfilosoof, auteur Denken over Kunst, gewezen voltijds aan de Erasmus Universiteit Rotterdam, momenteel deeltijds professor kunstkritiek aan de Vrije Universiteit Brussel.
- Adriaan Van Landschoot, zakenman, oprichter van Radio Atlantis
- Henk Rijckaert, cabaretier en stand-upcomedian.
- Peter Van de Veire, radiomaker en presentator.
- David De Geest, Belgisch dirigent.
- Luc Dhoore, gewezen politicus
- Jan Roegiers, historicus

## Superior
De superior had de dagelijkse leiding van het college, het was een priester die benoemd werd door het bisdom. Meestal betrof het een leraar die eerder les gaf in de bisschoppelijke colleges.
- 1851 Petrus De Smet (1824-1894), de eerste superior.
- 1860-1863 Romanus Vermast (1830-1885)
- 1870-1888 Frans De Mals (1840-1910)
- 1888-1898 François (start van een landbouwschool).
- 1898-1909 Karel Smet (1866-1942), later deken in Geraardsbergen en bestuurder van het begijnhof in Dendermonde.
- 1909-1916 Carlos Borreman (1874-1916), werd priester gewijd in 1898 en leraar te Eeklo sinds 1899.
- 1916-1924 René De Vildere (1875-1963), later deken in Lokeren.
- 1924-1935 Albert De Beer (1888-1970), later diocesaan inspecteur van de Bisschoppelijke Colleges en kanunnik.
- 1935-1941 Adolf De Man (1897-1987), later achtereenvolgens deken in Sint-Maria-Horebeke, Hamme en Sint-Niklaas.
- 1941-1944 Jules Daem (1902-1993), later bisschop van Antwerpen.
- 1944-1958 Robert Willems (1911-1972), later deken van Oudenaarde.
- 1958-1962 Albert De Schepper (1916-1987), later deken in de stad Gent.
- 1962-1965 Herman Verheecke (1922-2017)
- 1965-1991 Ignace De Bondt

## Einde
Het einde van het Sint-Vincentiuscollege situeert zich eind de jaren negentig, wanneer het gemengd onderwijs in Vlaanderen ingevoerd werd. In 2001 kwam de volledige fusie tot stand met het nabijgelegen Onze-Lieve-vrouw Ten Doorn Instituut (een volledige meisjesschool), tot het College O.-L.-V.-ten-Doorn.